# Arquitetura Hmong
As construções da etnia Hmong, tidas como ramificação da arquitetura chinesa, refletem a influência das interações entre este grupo minoritário com a cultura Han, maior grupo étnico da China. Em decorrência das diferenças entre as diversas regiões habitadas pela população Hmong, algumas características construtivas variam, conforme aspectos climáticos, topográficos, históricos, culturais e socioeconômicos, uma vez que as construções vernaculares se adequam ao meio em que se inserem. A exemplo, a confecção das habitações Hmong nas regiões norte e central do Condado de Huayuan é feita principalmente utilizando materiais e recursos que favoreçam a ventilação e dissipação de calor, enquanto que na porção sul do condado as construções são elaboradas de modo a combater o frio e a umidade. Já em Hunan, podem ser identificadas construções do tipo palafita, devido aos altos índices pluviométricos e subsequentes alagamentos .

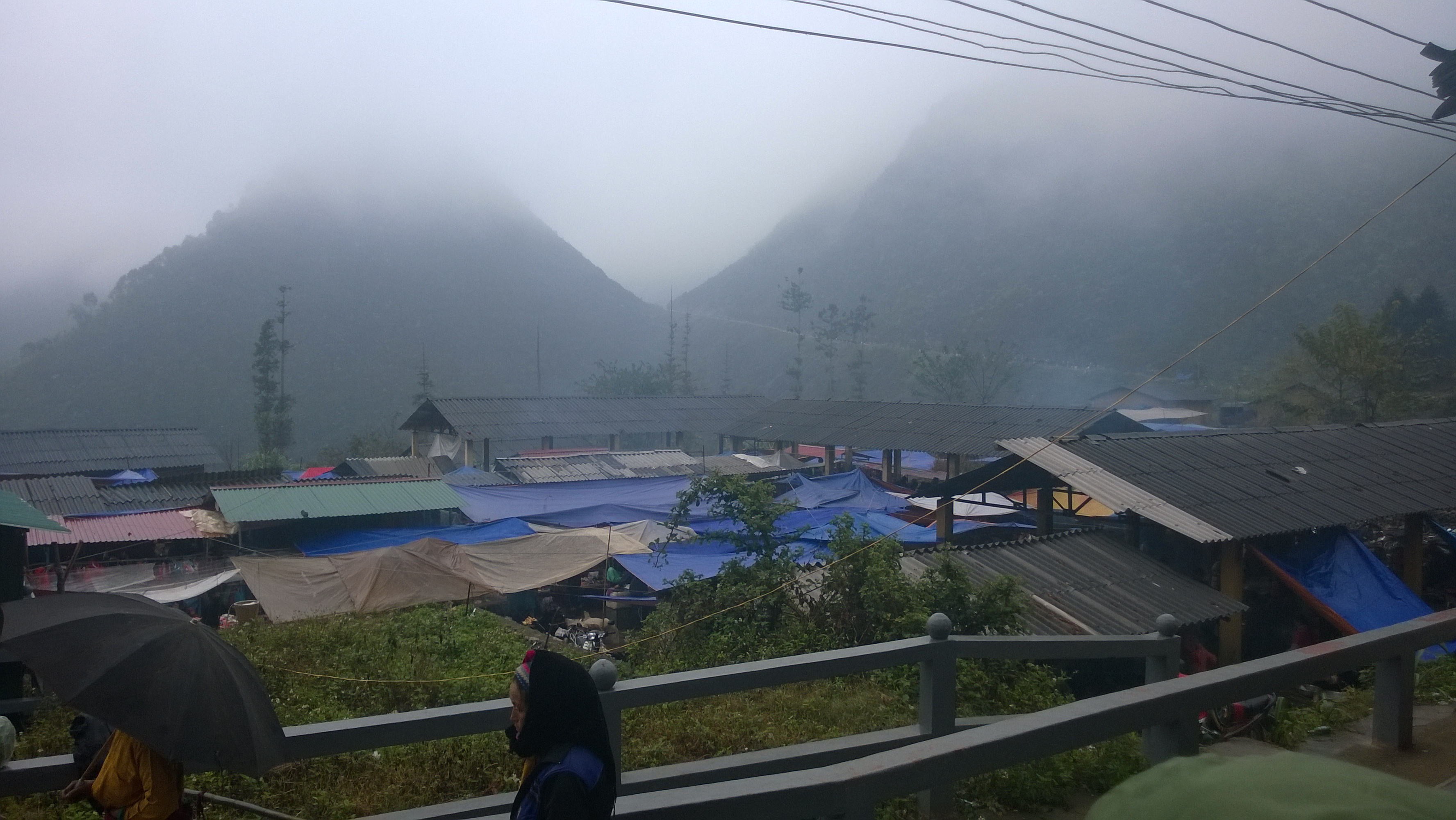
barracas de mercado Hmong nas cadeias montanhosas de Ha Giang, 2014.

## Distribuição geográfica
A distribuição dos Hmong por cadeias montanhosas se deu principalmente em decorrência das derrotas nas guerras contra a etnia Han, forçando a vários processos migratórios pela região do sudeste da China. Por conferir grande importância à terra, as habitaçãoes se concentram nas montanhas, reservando áreas planas e férteis para a produção agrícola.
A morfologia dessas montanhas, os cursos d’água, a vegetação e qualquer outro elemento que componha o ambiente são tidos como parâmentros nas definições das construções Hmong, que buscam estar em harmonia com a paisagem circundante, em vez de diretrizes como alinhamentos ortogonais ou simetria. Isso acontece principalmente pela crença desta população na existência de alma em todas as coisas, resultando no respeito e na temência pelas forças da natureza .

## Escolha do terreno
Quando uma família Hmong se interessa por um terreno para construir sua moradia, um monge realiza o seguinte procedimento: pega três grãos de milho ou de arroz, os deposita no terreno, abaixo de uma tigela de madeira com três incensos acesos, e realiza orações ao deus da terra; na manhã seguinte, ou três meses após esse evento, volta ao local e verifica as condições dos grãos - se intactos, a terra é boa e fértil, e não trará problemas a família; se forem comidos por formigas ou vermes, o terreno não é adequado para a habitação .

## Elementos das habitações hmong

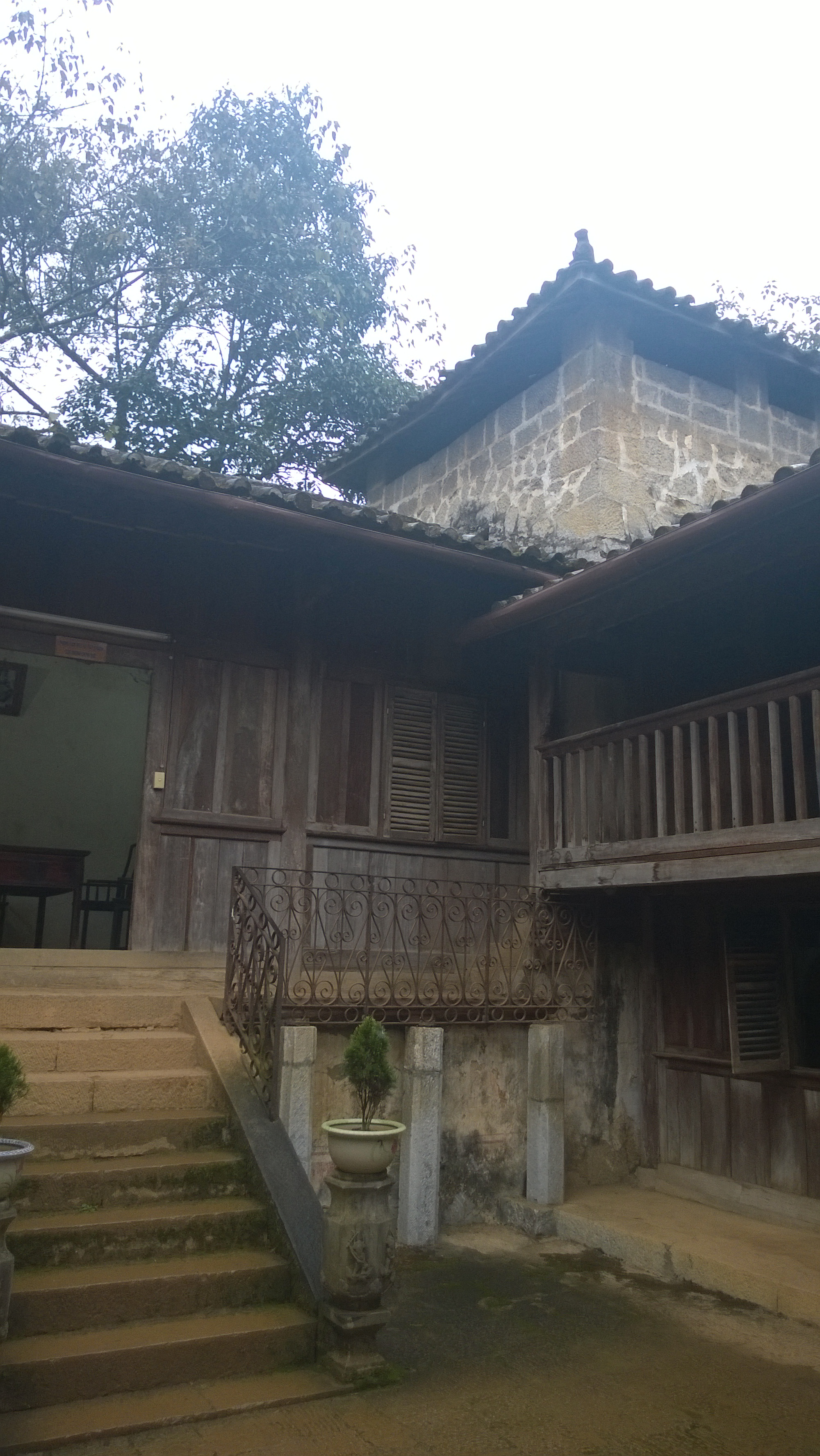
Palácio do Rei Ha Giang Hmong em 2014

### Técnicas construtivas
Além das alterações formais geradas em decorrência dos fatores naturais previamente listados, os materiais também variam conforme a tipologia da construção e com sua disponibilidade no entorno, já que esta etnia faz uso dos recursos correspondentes a sua localidade. Os Hmong das regiões mais frias podem erguer as paredes de suas casas a partir da compactação de terra dentro de moldes de madeira (similar à técnica de pau a pique); de tijolos de pedra ou adobe, para combater a umidade, ou combinando as técnicas. Já os que habitam áreas mais quentes, optam por paredes de vime e estruturas finas de madeira, ou rattan, similar ao vime, porém tecida em bambu e estendido em uma superfície, recebendo cobertura com esterco bovino, proporcionando excelente ventilação. As casas são elevadas em relação ao nível do solo em cerca de 30cm, evitando contado direto com a umidade da terra.

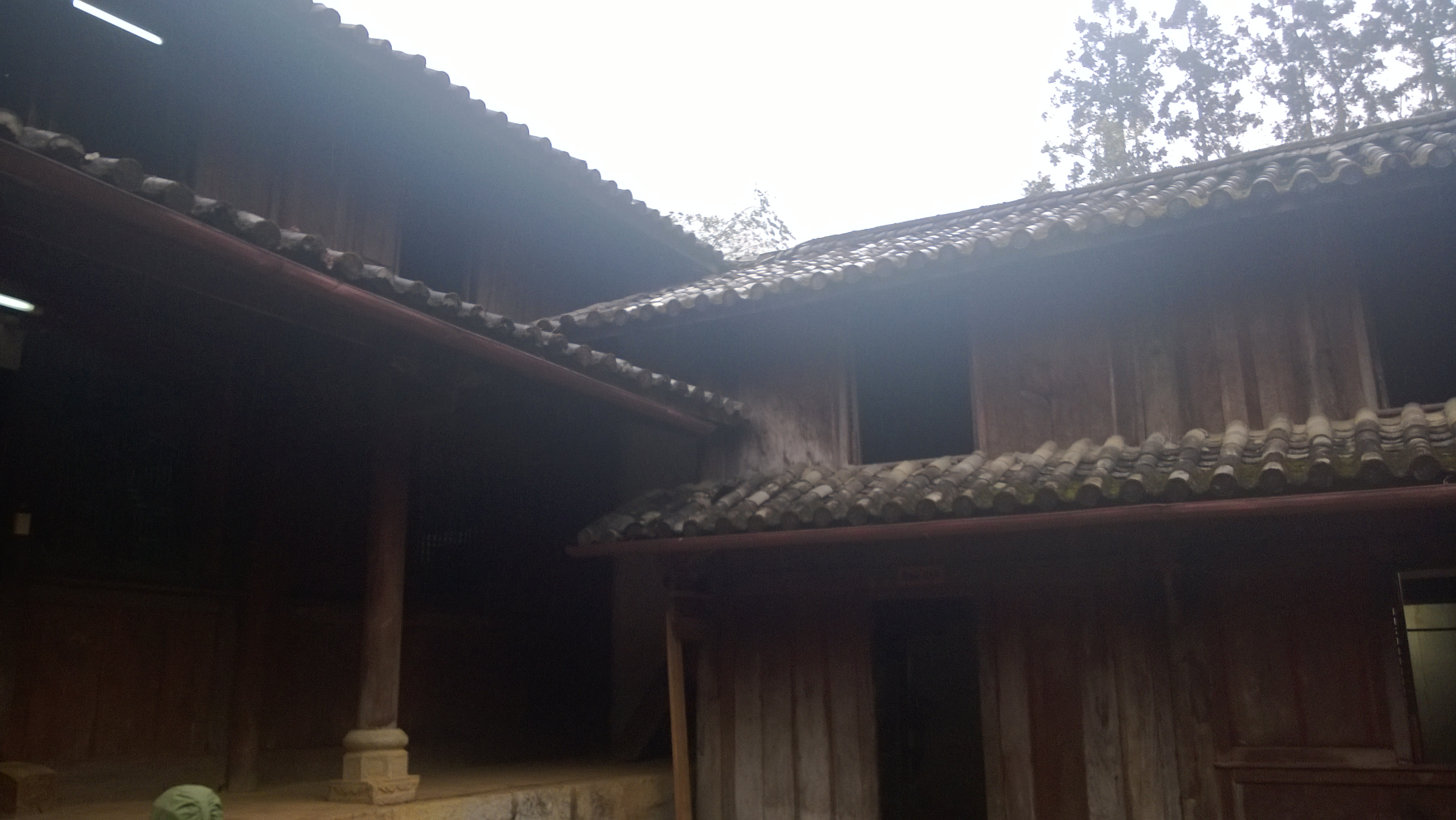
Palácio do Rei Ha Giang Hmong em 2014

### Estrutura
A estrutura (pilares e vigas) é feita majoritariamente de madeira, trazida das florestas. Os pilares possuem um importante papel na espiritualidade Hmong, representando a soberania, integridade, estabilidade e rigidez do dono da casa. As esquadrias, também confeccionadas em madeira, também podem ser feitas em bambu, evitando o uso de qualquer dobradiça ou elemento metálico, considerado frio e duro como uma espada, sendo indesejado na concepção metafórica em que as entradas e saídas representam o coração dos habitantes da casa. O telhado é feito de palha, junto de galhos para gerar estabilidade, sendo que o beiral atinge cerca de 1,5 metros para gerar sombreamento na edificação, demandando eventualmente o escoramento em pilares.

## O pátio

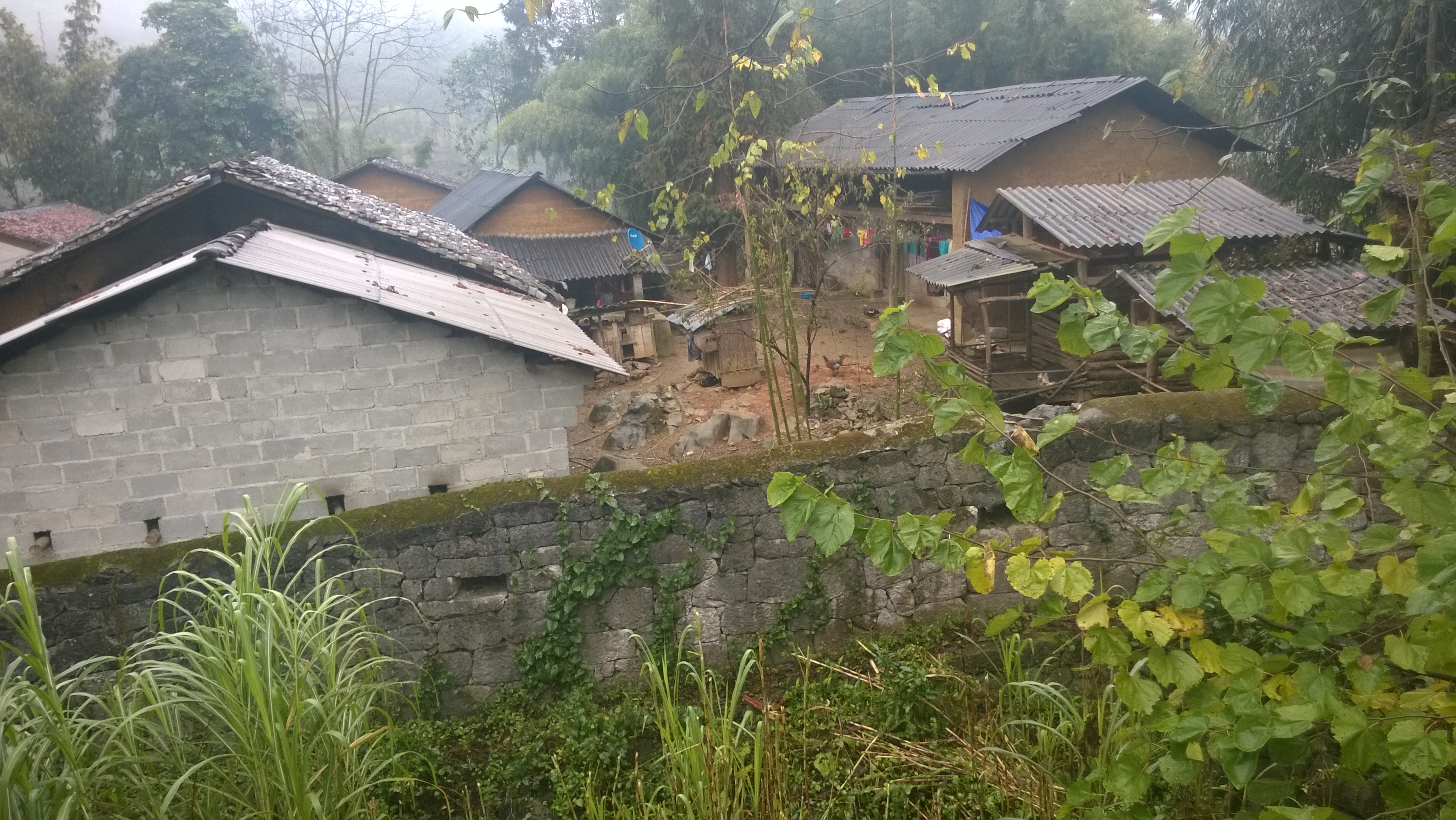
Pátio do palácio do Rei Ha Giang Hmong em 2014

O pátio, com equivalência ao que se entende por lote, é composto por quatro construções principais, sendo elas:
- Edifício principal - é o elemento mais importante do pátio, sendo construído de costas para a montanha e voltado para o sol. É usado em rituais Hmong e para a vida cotidiana, contando geralmente com três quartos, uma sala de jantar com lareira, além de um sótão, para armazenar objetos e alimentos. Esta edificação costuma ter uma nave mais larga e elevada.

- Edifício compartimentado - se dispõe perpendicularmente ao edifício principal, sendo a ele semelhante, porém possuindo menor altura. Possui quarto de hóspedes, que também podem ser utilizados como salas de jantar. Quando suspenso, o primeiro andar é cercado por tijolos ou pedras, fechado para a área do depósito do segundo andar, onde a secagem ao ar é favoravél ao armazenamento de grãos e ferramentas. Eventualmente, estas acomodações podem ser utilizadas como dormitórios pelos membros solteiros da família.

- Edifício auxiliar - justapõe-se à lateral do edifício principal, podendo também ser construído na intersecção entre este e o edifício compartimentado. Geralmente é utilizado como banheiro ou como área de confinamento de gado.

- Plataforma - também chamado de Shaiguping, consite na área livre do pátio à frente do edifício principal, tendo como funcionalidade a secagem de roupas e de alimentos, compondo um espaço aberto para atividades familiares ao ar livre e dividindo o espaço público do privado.

Além destes espaços, as habitações Hmong contam também com estruturas de fechamento no pátio, sendo paredes baixas (entre 0,60 – 1,50m) para permitir a ventilação, sendo constituída por tijolos de adobe ou pedras, e uma pequena portaria, chamada de Chaomen, de frente para o pátio. Cabe enfatizar que variações nos elementos que compõe a habitação Hmong acontecem com grande frequência, principalmente devido ao layout do pátio e as condições climáticas da região.